# 彬文
彬文（ひんぶん、朝鮮語: 빈문、生没年不詳）は、朝鮮氏族の大邱彬氏の始祖。李氏朝鮮に帰化していた蒙古族。
清の徳宗の時に員外郎を務めていたが、李氏朝鮮の高宗の時に朝鮮に渡り、大邱に定着した。